# Европско првенство у атлетици у дворани 1978 — бацање кугле за жене
Такмичење у бацању кугле у женској конкуренцији на 9. Европском првенству у атлетици у дворани 1978. одржано је 12. марта у Палати спортова Сан Сиро у Милану, Италија.
Титулу освојену у Сан Себатијану 1977. одбранила је Хелена Фибингерова из Чехословачке

## Земље учеснице
Учествовало је 8 бацачица кугле из 6 земаља.
1. Бугарска (1)
2. Чехословачка (2)
3. Западна Немачка (2)
4. Источна Немачка (1)
5. Италија (1)
6. Француска (1)

## Рекорди
Извор:
| Рекорди пре почетка Европског првенства у дворани 1978.     | Рекорди пре почетка Европског првенства у дворани 1978. | Рекорди пре почетка Европског првенства у дворани 1978. | Рекорди пре почетка Европског првенства у дворани 1978. | Рекорди пре почетка Европског првенства у дворани 1978. | Рекорди пре почетка Европског првенства у дворани 1978. |
| ----------------------------------------------------------- | ------------------------------------------------------- | ------------------------------------------------------- | ------------------------------------------------------- | ------------------------------------------------------- | ------------------------------------------------------- |
| Светски рекорд                                              | Хелена Фибингерова                                      | Чехословачка                                            | 22,50                                                   | Јаблонец, Чехословачка                                  | 19. фебруар 1977.                                       |
| Европски рекорд                                             | Хелена Фибингерова                                      | Чехословачка                                            | 22,50                                                   | Јаблонец, Чехословачка                                  | 19. фебруар 1977.                                       |
| Рекорди европских првенстава                                | Хелена Фибингерова                                      | Чехословачка                                            | 21,46                                                   | Сан Себастијан, Шпанија                                 | 13. март 1977.                                          |
| Рекорди после завршеног Европског првенства у дворани 1978. |                                                         |                                                         |                                                         |                                                         |                                                         |
| Нових рекорда није било.                                    |                                                         |                                                         |                                                         |                                                         |                                                         |

## Освајачи медаља
|                                 | 15п                           |                           |
| Хелена Фибингерова Чехословачка | Маргита Дрозе Источна Немачка | Ева Вилмс Западна Немачка |

## Резултати

### Финале
Извор:
| Пласман | Атлетичарка        | Земља           | Резултат | Белешка |
| ------- | ------------------ | --------------- | -------- | ------- |
|         | Хелена Фибингерова | Чехословачка    | 20,67    |         |
|         | Маргита Дрозе      | Источна Немачка | 19,77    |         |
|         | Ева Вилмс          | Западна Немачка | 19,24    |         |
| 4.      | Елена Стојанова    | Бугарска        | 19,22    |         |
| 5.      | Зденка Бартонова   | Чехословачка    | 18,16    |         |
| 6.      | Беатрикс Филип     | Западна Немачка | 17,51    |         |
| 7.      | Cinzia Petrucci    | Италија         | 16,59    |         |
| 8.      | Léone Bertimon     | Француска       | 16,08    |         |

## Укупни биланс медаља у бацању кугле за жене после 9. Европског првенства у дворани 1970—1978.
|    | Земља           |   |   |   |    |
| -- | --------------- | - | - | - | -- |
| 1. | Чехословачка    | 4 | 1 | 0 | 5  |
| 2. | Совјетски Савез | 3 | 3 | 2 | 8  |
| 3. | Источна Немачка | 1 | 4 | 4 | 9  |
| 4. | Бугарска        | 1 | 0 | 1 | 2  |
| 5. | Пољска          | 0 | 1 | 0 | 1  |
| 6. | Западна Немачка | 0 | 0 | 2 | 2  |
|    | Укупно {5}      | 9 | 9 | 9 | 27 |

|    | Атлетичарка        | Земља           |   |   |   |   |
| -- | ------------------ | --------------- | - | - | - | - |
| 1. | Хелена Фибингерова | Чехословачка    | 4 | 1 | 0 | 5 |
| 2. | Надежда Чижова     | Совјетски Савез | 3 | 1 | 0 | 4 |
| 3. | Маријане Адам      | Источна Немачка | 1 | 0 | 2 | 3 |
| 4. | Иванка Христова    | Бугарска        | 1 | 0 | 1 | 2 |
| 5. | Антонина Иванова   | Совјетски Савез | 0 | 1 | 2 | 3 |
| 6. | Илона Слупјанек    | Источна Немачка | 0 | 1 | 1 | 2 |
| 7. | Ева Вилмс          | Западна Немачка | 0 | 0 | 2 | 2 |